# Córico
Córico (em latim: Corycus; em grego clássico: Κώρυκος; romaniz.: Kórykos; em armênio/arménio: Կոռիկոս; romaniz.: Koṙikos; em turco: Kız Kalesi; lit. "Castelo da Dama") foi uma antiga cidade na Cilícia Traqueia, Anatólia, situada na foz do vale chamado "Vale de Satã" (Şeytan deresi); o sítio hoje é ocupado pela cidade de Kızkalesi (antiga Gorgo), na província de Mersin, na Turquia.

## História
Segundo Estrabão, Córico era o nome de um promontório na costa da Cilícia Traqueia, situado 20 estádios da caverna de Corício. Ele não alude a qualquer cidade nesse local, mas outros como Tito Lívio, Plínio, o Velho, Pompônio Mela e Estêvão de Bizâncio a indicam.  Em 260, o xá Sapor I (r. 240–270) fez grande campanha contra a Cilícia ao derrotar o imperador Valeriano (r. 253–260) na Batalha de Edessa. Córico foi uma das cidades capturadas pelos persas na campanha, mas seria libertada após a vitória naval de Balista contra os invasores no mesmo ano.

## bibliografia
- Dodgeon, Michael H.; Lieu, Samuel N. C. (2002). The Roman Eastern Frontier and the Persian Wars (Part I, 226–363 AD). Londres: Routledge. ISBN 0-415-00342-3

- Potter, David Stone (1990). Prophecy and history in the crisis of the Roman Empire. A historical commentary on the Thirteenth Sibylline Oracle. Oxônia: Oxford University Press

- Smith, William (1870). «Corycus». Dictionary of Greek and Roman Geography. 1. Boston: Little, Brown and Company